# 325368 Ihorhuk
325368 Ihorhuk este o planetă minoră (asteroid) din centura de asteroizi. A fost descoperită pe 25 august 2008 la Andrușivka de Andrușivska astronomicina observatoria⁠(d). 
Obiectul prezintă o orbită caracterizată de o semiaxă mare de 3,06297236099 UAi, o excentricitate de 0,28, o înclinație de 13,8 ° în raport cu ecliptica.